# Iwno (Lubczyna)
Iwno – nieoficjalny przysiółek wsi Lubczyna, w województwie zachodniopomorskim, w powiecie goleniowskim, w  gminie Goleniów.
Przysiółek leży przy drodze gruntowej łączącej Lubczynę z Rurzycą.
Obecnie znajdują się tutaj dwa domy jednorodzinne oraz jedna zagroda, numeracja tych budynków jest włączona do Lubczyny. Około 150 m na północ od Iwna znajduje się stara poniemiecka pompa, która do dziś dostarcza wodę dla mieszkańców. Przysiółek położony jest wśród łąk i terenów podmokłych.

## Historia

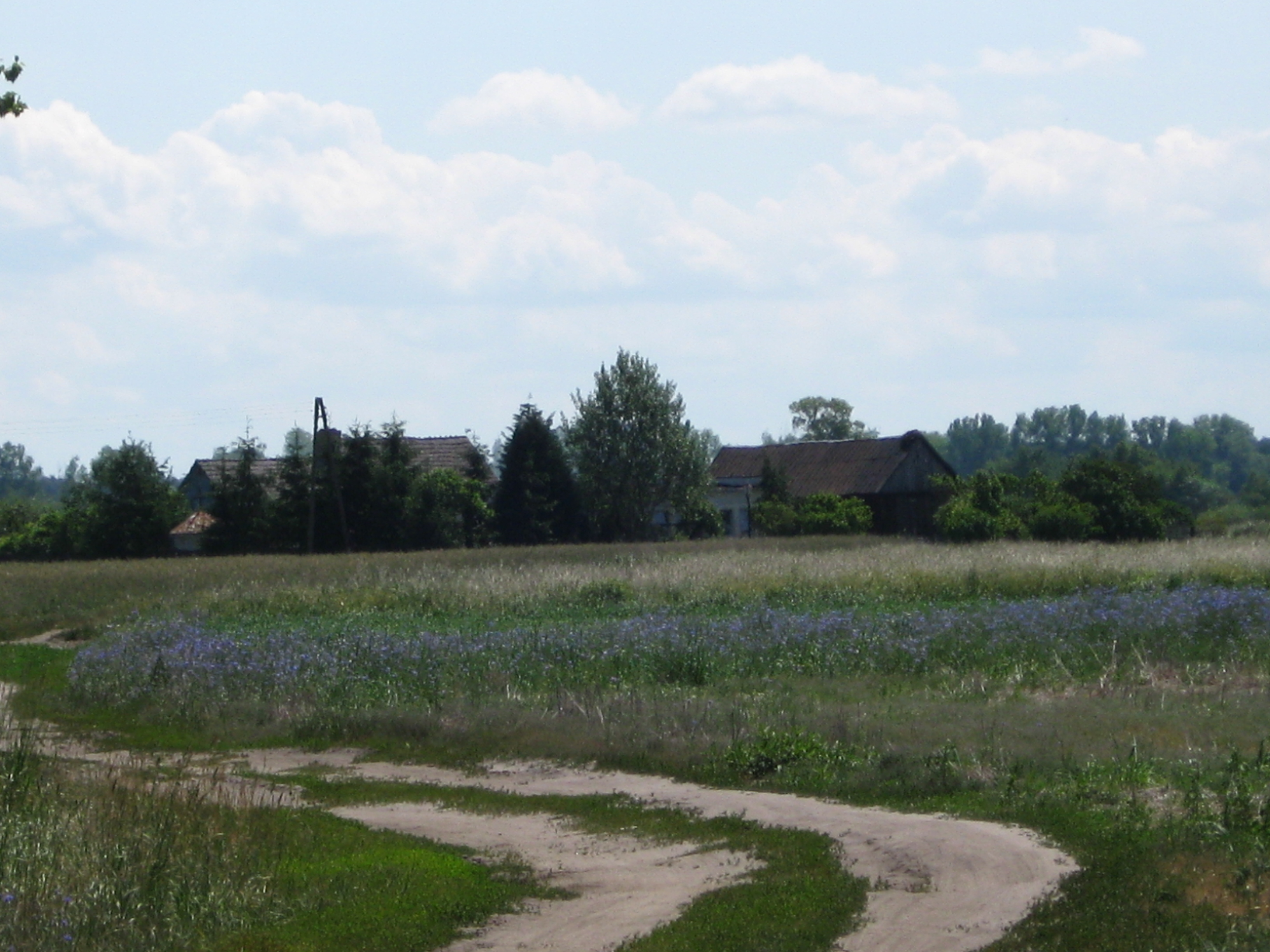
Najstarsza zagroda w Iwnie

Pierwsza wzmianka pochodzi z 1805 r. Osada została założona jako kolonia właścicieli Lubczyny – rodzinę von Borgstede. W 1872 liczba domów w Iwnie wynosiła 17 a zamieszkiwało ją 180 osób.
Do 1945 r. poprzednią niemiecką nazwą przysiółka była Ibenhorst. W 1948 r. ustalono urzędowo polską nazwę osady Iwno.
Okoliczne miejscowości: Rurzyca, Lubczyna, Smolno.